# 京都フローラの選手一覧
本項目は、日本女子プロ野球機構の京都フローラに所属していた選手の一覧。

## 引退・移籍した選手

### 引退・退団選手

#### あ
- 秋山かおり（2016）→引退
- 厚ヶ瀬美姫（2019）→引退

#### い
- 池山あゆ美（2017）→引退
- 今井巴菜（2020）→退団
- 岩田きく（2018）→引退[1]（2019）→（日本女子プロ野球機構職員に転身）

#### え
- 戎嶋美有（2020）→退団

#### お
- 大串桃香（2019）→退団
- 大澤靖子（2016）→引退（京都フローラコーチ）（2019）→（愛知ディオーネヘッドコーチ）

#### か
- 金山亜莉紗（2017）→引退
- 河本悠（2013）→引退[2]

#### こ
- 合田智子（2011）→本人の申し出により退団（2012年1月ファンへの年賀状で「全日本代表チームのトライアウトを3月に受けるので練習中」としている。）
- 小西つどい（2017）→引退
- 小西美加（2019）→退団
- 駒谷麻妃（2011前期終了後）→退団（春先から故障で投げれなかったというのは公表されていたが、具体的な理由は公表されず。）

#### さ
- 佐々木希（2020）→退団

#### し
- シェー・ユー・イン（2019）→退団
- シェン・ジァー・ウェン（2018）→退団

#### そ
- 早田咲紀（2016）→引退

#### た
- 龍田美咲（2020）→引退
- 田中亜里沙（2020）→阪神タイガース Women

#### な
- 中川実咲（2013）→自由契約
- 中嶋南美（2020）→引退
- 中村茜（2019）→退団

#### は
- 橋本ひかり（2016）→引退（レイア監督）

#### ま
- 松本育代（2013）→引退

#### み
- 三浦伊織（2020）→阪神タイガース Women
- 三原遥（2019）→退団
- 三輪裕子（2019）→退団

#### も
- 森若菜（2019）→退団
- 森藤友綺（2013）→退団（来季の契約を結ばないとの発表）

#### や
- 矢野みなみ（2017）→引退
- 山元保美（2010）→引退（日本女子プロ野球機構職員）

#### よ
- 吉田奈津（2017）→退団[3]

### 移籍選手

#### あ
- 浅野桜子（2019）→愛知ディオーネ

#### い
- 碇美穂子（2012）→大阪ブレイビーハニーズ
- 岩谷美里（2020）→埼玉アストライア
- 岩見香枝（2017）→埼玉アストライア

#### う
- 梅本由紀（2012）→大阪ブレイビーハニーズ

#### お
- 奥村奈未（2019）→愛知ディオーネ

#### か
- 甲斐田陽菜（2018）→埼玉アストライア
- 笠原優子（2018）→愛知ディオーネ

#### く
- 黒木弥生（2012）→大阪ブレイビーハニーズ

#### こ
- 小久保志乃（2012）→大阪ブレイビーハニーズ

#### し
- 塩谷千晶（2017）→埼玉アストライア
- 白石美優（2020）→愛知ディオーネ

#### た
- 只埜榛奈（2017）→埼玉アストライア
- 田口紗帆（2018）→埼玉アストライア

#### な
- 中村茜（2010）→兵庫スイングスマイリーズ
- 中村香澄（2015）→兵庫ディオーネ
- 長尾朱夏（2018）→埼玉アストライア

#### は
- 深澤美和（2010）→兵庫スイングスマイリーズ、（2011）→戦力外（至学館大学女子硬式野球部監督）

#### み
- みなみ（2018）→埼玉アストライア

#### む
- 村松珠希（2020）→阪神タイガース Women

### 派遣選手
- 竹内聖賀（2019）
- 高橋海音（2019）
- 青木悠華（2019）
- 米田咲良（2020）
- 坂原愛海（2020）
- 亀田織音（2020）
- 鎌田乃愛（2020）
- 平井菜生（2020）
- 東坊城夢来（2020）